# Young Noble
Rufus Lee Cooper III (Rancho Cucamonga, California; 21 de marzo de 1978-Atlanta, Georgia; 4 de julio de 2025), más conocido como Young Noble, fue un rapero estadounidense que perteneció al grupo Outlawz desde 1996.

## Carrera artística
Noble apareció en las canciones "Bomb First (My Second Reply)", "Hail Mary", "Life of an Outlaw", "White Man'z World" y "Just Like Daddy" del álbum de Tupac Shakur The Don Killuminati: The 7 Day Theory.
El 21 de diciembre de 1999 fue lanzado el álbum de Tupac con los Outlawz Still I Rise, que consiste de material inédito de Tupac. Noble reemplazo a Fatal en las canciones.
El 4 de julio de 2025 fue encontrado sin vida en Atlanta con una herida en la cabeza de arma de fuego presumiblemente disparada por sí mismo.

## Discografía

### Álbumes en solitario
- 2002: Noble Justice[2]
- 2009: Noble Justice: The Lost Song

### Colaboraciones y recopilatorios
- 1999: Still I Rise (con Tupac Shakur)
- 2002: Street Warz (con JT the Bigga Figga)[2]
- 2006: Thug Brothers (con Layzie Bone)[2]
- 2006: Against All Oddz (con E.D.I.)
- 2006: Soldier 2 Soldier (con stic.man)[2]
- 2007: Thug in Thug Out (con Hussein Fatal)[2]
- 2008: All Eyez on Us (con Lil' Flip)[2]
- 2009: Bad Enough (con RedMusicUk & Shade Sheist & TQ)

### Mixtapes
- 2007: Outlawz & DJ Fatal Presents Young Noble - Noble Justice: The Lost Song (One Nation)

### Apariciones
- 1996: "Bomb First (My Second Reply)" (Makaveli con E.D.I. & Young Noble)
- 1996: "Hail Mary" (Makaveli con Kastro, Prince Ital Joe & Young Noble)
- 1996: "Just Like Daddy" (Makaveli con Yaki Kadafi & Young Noble)
- 1998: "M.F.C. Lawz"  (Heltah Skeltah con Doc Holiday, Napolean, Storm & Young Noble)
- 2000: "2000"  (Won G con Sylk-E Fine & Young Noble)
- 2000: "Fuck The Fame" (Little Bruce con Young Noble)
- 2000: "And Yo" (Scarface con Redman & Young Noble)
- 2001: "Do The Math" (Dorasel con Yukmouth, Phats Bossi & Young Noble)
- 2001: "Dyin' 4 Rap (Remix)" (Fredro Starr con Capone-N-Noreaga, Cuban Link & Young Noble)
- 2002: "Desperado" (Yukmouth con Young Noble)
- 2002: "I'm An Outlaw" (Hussein Fatal con Young Noble)
- 2002: "My Niggaz" (Hussein Fatal con Phat Bossi & Young Noble)
- 2002: "Whatcha Gonna Do" (2Pac con Kastro & Young Noble)
- 2002: "Ride With Tha Lawz" (E.D.I. con Young Noble)
- 2002: "Taught You Betta" (Hellraza con Young Noble)
- 2002: "Street Commando" (Big Syke con Napoleon & Young Noble)
- 2003: "Want War" (Sean T con Young Noble, A-Wax & Eddie Projects)
- 2003: "The Truth" (Rome con Young Noble)
- 2004: "Thug Song" (Louie Loc con Bad Azz & Young Noble)
- 2004: "The Uppercut" (2Pac con E.D.I. & Young Noble)
- 2004: "Black Cotton" (2Pac con Eminem, Kastro & Young Noble)
- 2004: "American Me" (Yukmouth con Chino Nino, C-Bo & Young Noble)
- 2004: "G.A.M.E." (The Game con Young Noble)
- 2004: "Exclusively" (The Game con Young Noble & GetLow PLayaz)
- 2004: "We're Still Outlawz" (H-Wood con Genesis, Izreal & Young Noble)
- 2005: "Everythang" (J. Gotti con Daz Dillinger & Young Noble)
- 2005: "Picture Me Rollin'" (Play-n-Skillz con Paul Wall & Young Noble)
- 2006: "Restless" (Trae con Young Noble)
- 2006: "Don't Stop" (2Pac con Yaki Kadafi, Hussein Fatal, Big Syke, Stormey & Young Noble)
- 2006: "Thug Affair" (II Squad con Roc Vegas, Eddie K & Young Noble)
- 2007: "Ain’t No Thang" (A-Wax con Stormey, Danny Boy & Young Noble)
- 2007: "Around Here" (Begetz con Young Noble)
- 2007: "Fillmoe 2 San Jo" (Assassin con JT The Bigga Figga & Young Noble)
- 2007: "Year Of The Tiger" (stic.man con Young Noble)